# Will Vinton
William Gale Vinton (Oregon, 17 de novembro de 1947 — 4 de outubro de 2018) foi um animador e cineasta norte-americano. É um dos inventores da animação com massinha (em Portugal, plasticina). Ganhou um Óscar e vários Emmys pelo seu trabalho.

## Biografia

### Início da carreira
Will Gale nasceu em 17 de novembro de 1947 em McMinnville, Oregon. Durante a década de 1960, ele estudou física, arquitetura e cinema na Universidade da Califórnia em Berkeley, onde foi influenciado pelo trabalho de Antoni Gaudí. Durante esse período, o mesmo fez um documentário em preto e branco intitulado Gone for a Better Deal, sobre o movimento de contracultura presente no estado. Mais dois filmes sobre protestos estudantis se sucederam, Berkeley Games e First Ten Days, além de sua primeira animação, Culture Shock. Vinton recebeu seu diploma de bacharel em arquitetura em 1970.
No início de 1973, ao encontrar o animador Bob Gardiner em Berkeley, Vinton o levou para Portland. Juntos testaram uma animação com massinha em 16 mm e com duração de minuto e meio, chamada Wobbly Wino. Em seguida, começaram a trabalhar em um curta-metragem de oito minutos sobre um bêbado que interage com pinturas e esculturas de um museu. Concluído no final de 1974, após 14 meses, a obra combinou as habilidades de escultura de Gardiner com o manuseio de câmera e talento de escrever comédia de Vinton. Closed Mondays ganhou o Oscar de Melhor Curta-Metragem de Animação na primavera de 1975, o primeiro filme produzido em Portland a conquistá-lo.
Ambos se distanciaram durante a produção de seu segundo curta-metragem, Mountain Music, concluído em 1976. Gardiner concentrou-se em produzir spots sobre questões políticas locais (eventualmente evoluindo para outras mídias artísticas, como música e hologramas), enquanto Vinton fundou sua própria empresa, a Will Vinton Studios, para capitalizar a tecnologia desenvolvida. Expandindo rapidamente seu estúdio contratando novos animadores, ele produziu dezenas de comerciais para empresas regionais e depois nacionais.

### Ascensão nacional
Vinton produziu uma trilogia de contos de fadas de aproximadamente 25 minutos cada no final dos anos 1970. Dentre esses estão Martin the Cobbler (1977), The Little Prince (1979) e Rip Van Winkle (1978), que foi indicado ao Óscar. Esses filmes foram mais tarde lançados teatralmente e sucessivamente incluídos no The Little Prince and Friends. Em 1978, o mesmo produziu o documentário Claymation: Three Dimensional Clay Animation, uma obra de 17 minutos mostrando os processos técnicos usados nas filmagens. O termo "claymation" foi posteriormente registrado por ele e tornou-se sinônimo de animação com massinha.
Graduando-se em filmes de 35 mm, outros curtas foram produzidos, como Legacy (1979), Dinosaur (1980), The Creation (dirigido por Joan Gratz, 1981) e The Great Cognito (dirigido por Barry Bruce, 1982). Vinton também produziu cenas de efeitos especiais para Bette Midler (1980), uma sequência vencedora do Emmy para a série Moonlighting (1987), a abertura e encerramento do longa-metragem Brain Donors (1992) e seu próprio longa, The Adventures of Mark Twain. O trabalho realizado em Return to Oz (1985) também foi indicado ao Óscar de Melhores Efeitos Visuais.
Após seu trabalho em Return to Oz, ele foi contratado pelos estúdios Disney para produzir o filme Captain EO (1986) sobre  Michael Jackson. Entre suas centenas de criações comerciais internacionais, destacaram-se o California Raisins, Noid do Domino's Pizza e os personagens da M&M. O primeiro sucesso do California Raisins foi a canção "I Heard It Through the Grapevine" na primeira de sua série de comerciais de TV. Eles se tornaram fenômenos da mídia e passaram a estrelar seu próprio horário na CBS. Também foram lançados alguns álbuns, produzidos pelo líder da banda de pop-rock Nu Shooz, John Smith.
A CBS também encomendou mais três especiais para o horário nobre: A Claymation Christmas Celebration (1988, vencedor do Emmy), o especial de Halloween The Claymation Comedy of Horrors (1991) e A Claymation Easter (1992). Todos foram posteriormente lançados em vídeo e DVD. Vinton também produziu a série The PJs para a rede FOX. A maioria das figuras de massinha foram substituídas por modelos de borracha moldada, eliminando muitas das limitações e problemas de manutenção anteriores. Vinton logo cunhou um novo termo para esse processo, "foamation".

### Era digital e morte
Na década de 1990, uma variedade de mais de quatrocentos animadores e técnicos ajudaram com novas criações usando as instalações de Vinton, chamadas de Walkabout Program. Craig Bartlett criou seu curta-metragem Arnold Escapes From Church (1988), que mais tarde produziu Hey Arnold!, uma série de animação para a Nickelodeon e gerou mais dois curtas de animação com massinha, The Arnold Waltz (1990) e Arnold Rides a Chair (1991).
A série produzida para a rede UPN, Gary and Mike, foi filmada usando o sistema de captura digital desenvolvido por dois engenheiros de Vinton, Miegel Ginsberg e Gary McRobert. Desde então, ele adicionou animação por computador à sua produção, sendo usada de maneira mais visível nos comerciais da M&M. Um curta com imagens geradas por computador, Fluffy (dirigido por Doug Aberle), foi criado durante esse período. Outros filmes usando a mesma técnica — alguns combinados com massinha e stop motion — logo se seguiram.
Vinton também se envolveu brevemente em um software de animação chamado "playmation", desenvolvido com base em uma empresa de animação, a Hash Inc., localizada do outro lado do rio Columbia, em Vancouver, Washington. Ele e associados também se interessaram em animação para a internet com uma série chamada Ozzie the Elf. Em 2002, Vinton perdeu o controle e foi demitido do estúdio que fundou depois que Knight se tornou o acionista majoritário e ele não conseguiu angariar fundos para a produção em Los Angeles. Mais tarde ele processou a empresa.
Em 2005, fundou o Laika. O premiado diretor Henry Selick entrou no estúdio como diretor supervisor. No mesmo ano, ele produziu The Morning After, o filme combina CGI e live-action. A Creative Artists Agency em Beverly Hills o representou nas produções, que incluíram uma novela gráfica chamada Jack Hightower, produzida em conjunto com o Dark Horse Comics. Vinton se aposentou em 2008. O mesmo morreu em Portland, Oregon, em 4 de outubro de 2018, de mieloma múltiplo aos 70 anos.

## Obras

### Filmes
- The Wild (2006) – produtor executivo
- Brain Donors (1992) – diretor de seguimento
- Moonwalker (1988; sobre Michael Jackson) – diretor de seguimento, produtor
- Festival of Claymation (1987; compilação) – diretor e produtor
- Shadow Play (1986; trailer live-action) – produtor
- Return to Oz (1985; indicado a Academy Award) – diretor e produtor
- The Adventures of Mark Twain (no Reino Unido, Comet Quest; 1985) – diretor e produtor
- Gone for a Better Deal (1982; documentário live-action) – diretor e produtor

### Séries de TV
- Gary & Mike (23 min. × 13; indicado ao Emmy) – produtor executivo
- The PJs (23:00 × 52; vencedor do Emmy) – produtor executivo
- The California Raisin Show (23:00 × 13) – diretor criativo, produtor executivo
- Klay's TV – diretor, produtor executivo
- Slacker Cats – produtor executivo
- Boyer Brother – produtor executivo
- Sesame Street – produtor
- Adventures in Wonderland (4 min. × 30) – produtor executivo

### Especiais de TV
- A Claymation Christmas Celebration (24 min; vencedor do Emmy) – diretor e produtor
- Meet the Raisins! (24 min.) – diretor e produtor executivo
- The Raisins: Sold Out! The California Raisins II (24 min.) – diretor e produtor
- Claymation Comedy of Horrors (24:00; vencedor do Emmy) – produtor executivo
- A Claymation Easter (24:00; vencedor do Emmy) – diretor, produtor executivo

### Curtas-metragens
- The Little Prince (25 min.) – diretor e produtor
- Martin the Cobbler (26 min; indicado ao Academy Award) – diretor e produtor
- Rip Van Winkle (26 min; indicado ao Academy Award) – diretor, produtor
- The Diary of Adam and Eve (24 min.) – diretor, produtor
- Closed Mondays (9 min; vencedor na Academy Award) – cocriador
- Mr. Resistor (8 min.) – produtor executivo
- Dinosaurs! - A Fun-Filled Trip Back in Time! (17 min.) – diretor, produtor
- Legacy: A Very Short History of Natural Resources (7 min.) – diretor, produtor
- A Christmas Gift (7 min.) – diretor e produtor
- The Great Cognito (5 min; indicado ao Academy Award) – diretor, produtor
- The Creation (9 min; indicado ao Academy Award) – diretor, produtor
- The Morning After (7:30) – diretor, produtor
- Mountain Music (9 min.) – diretor, produtor[21]
- Wobbly Wino (2 min.) – diretor e produtor
- Culture Shock (17 min.) – diretor, produtor
- Go Down Death (10 min.) – diretor, produtor
- Claymation (18 min; documentário) – diretor, produtor[22]
- The Lost 'M' Adventure (12 min; comercial 3D da M&M) – produtor executivo
- Xerox and Mylar (5 min.) – produtor executivo
- The Stars Came Dreaming (12 min.) – produtor executivo
- Día de los Muertos (8 min.) – produtor executivo